# Gojmir Pipenbacher
Gojmir Pipenbacher - Gojko, slovenski književnik, šolnik in partizan, * 2. april 1902, Gradec, † 9. november 1977, Ljubljana
Med Drugo svetovno vojno je bil mobiliziran v redno vojsko Tretjega rajha in bil poslan na ozemlje današnje Slovenije, kjer je dezertiral iz vrst Wermacht-a in se, kot fotograf oz vojni fotoreporter priključil NOB. Dosegel je vojaški čin majorja Bil je borec XIV. diviziije NOVJ.
Po vojni je deloval predvsem kot šolnik in književnik. Krajše obdobje pa je, kot direktor, vodil tudi prehrambeno podjetje TOZD Žito, predhodnico današnje živilsko-predelovalne družbe Žito.
Poročen je bil z Amalijo Pipenbacher (1914-2024), aktivistko Osvobodilne fronte, ki je postala ena najstarejših Slovenk doslej.